# Lipprechterode
Lipprechterode is een gemeente in de Duitse deelstaat Thüringen, en maakt deel uit van de Landkreis Nordhausen.
Lipprechterode telt 490 inwoners. De stad Bleicherode is de zogenaamde 'vervullende gemeente voor Lipprechterode, dat houdt in dat die stad de bestuurstaken uitvoert.
Bleicherode · Ellrich · Etzelsrode · Friedrichsthal · Görsbach · Großlohra · Hainrode/Hainleite · Harztor · Heringen/Helme · Hohenstein · Kehmstedt · Kleinbodungen · Kleinfurra · Kraja · Lipprechterode · Niedergebra · Nohra · Nordhausen (stad) · Sollstedt · Urbach · Werther · Wipperdorf · Wolkramshausen